# Max Eberl
Maximilian Michael „Max“ Eberl (* 21. September 1973 in Bogen) ist ein deutscher Fußballfunktionär und ehemaliger Fußballspieler. Seit März 2024 ist er Sportvorstand des FC Bayern München. Vorher war er lange Zeit Geschäftsführer Sport von Borussia Mönchengladbach.

## Spielerkarriere

### Vereine
Der aus der Stadt Bogen stammende Eberl wurde in der Jugend des FC Bayern München ausgebildet. Im Jahr 1989 wurde er mit der B-Jugend des Vereins Deutscher Meister. 1991 rückte Eberl in die Amateurmannschaft auf, die in der Oberliga Bayern spielte. Bis 1994 absolvierte er 48 Spiele. Am 19. Oktober 1991 (14. Spieltag) wurde er beim Auswärtsspiel gegen den VfB Stuttgart von Trainer Søren Lerby in die Bundesliga-Startformation aufgenommen. Beim Pausenstand vom 2:1 für den VfB wurde er durch Bruno Labbadia ersetzt. Eberls einziges Bundesligaspiel für die Bayern endete mit einer 2:3-Niederlage.
Während der Saison 1993/1994 wechselte er zum Zweitligisten VfL Bochum. Mit zehn Einsätzen trug er zum Aufstieg in die Bundesliga bei, wo der VfL aber als Drittletzter umgehend wieder abstieg. Mit fünf Spielen in der ersten Saisonhälfte 95/96 trug er zum erneuten Wiederaufstieg bei. Eberl spielte in der Saison 96/97 noch sechsmal für Bochum.
1997 wechselte Eberl zum gerade in die 2. Bundesliga aufgestiegenen Verein SpVgg Greuther Fürth. Mit der SpVgg wurde er Neunter. Insgesamt spielte er 35 mal für die Franken. Mitte der darauffolgenden Saison wurde er vom Bundesligisten Borussia Mönchengladbach verpflichtet.
Eberl kam in der Bundesligarückrunde 15 mal zum Einsatz. Am Ende stieg die Borussia erstmals aus der Bundesliga ab. In der ersten Zweitligasaison wurde die Borussia Fünfter, nach der zweiten stieg die von Hans Meyer trainierte Borussia wieder auf. Eberl kam in diesen beiden Saisons auf 61 Spiele. Auch in der Bundesliga gehörte Eberl zur Stammbesatzung, die den Klassenerhalt zu sichern vermochte. Er kam auf 57 Spiele in den ersten beiden Jahren nach dem Aufstieg, 54 davon über die volle Spielzeit. 2003/2004 kam er auf vier weitere Bundesligapartien. Zum Ende der Saison 2004/05 beendete er seine Spielerkarriere.
Insgesamt kam Max Eberl auf 104 Erstliga- und 111 Zweitligaspiele, jedoch ohne Torerfolg. Die größte Chance auf einen Treffer vergab er am letzten Spieltag der Saison 2000/01 beim 3:0-Heimsieg gegen den Chemnitzer FC, als er in der 71. Minute einen Elfmeter verschoss.

### Jugendnationalmannschaften
Eberl bestritt sein erstes Spiel für die U-20-Nationalmannschaft am 20. Oktober 1992 beim 1:1-Unentschieden gegen die Auswahl Mexikos. Sieben weitere Länderspiele folgten, darunter zwei bei der Junioren-Weltmeisterschaft 1993 in Australien, bei der die U-20-Auswahlmannschaft bereits in der Vorrunde aus dem Turnier ausschied.
Für die U-21-Nationalmannschaft kam er zwölfmal zum Einsatz, wobei er am 16. November 1993 in Koblenz bei der Auswechslung von Christian Nerlinger auch die Kapitänsbinde von ihm übernahm; das Spiel gegen die Auswahlmannschaft Luxemburgs wurde mit 2:0 gewonnen. Sein letztes Länderspiel bestritt er am 10. Oktober 1995 in Cardiff beim 5:1-Sieg gegen Wales.

## Funktionärskarriere

### Borussia Mönchengladbach
Anfang 2005 war Eberl als Nachwuchskoordinator bei Borussia Mönchengladbach tätig; offiziell gehörte er dem Kader noch zur Spielzeit 2004/05 an.
Nachdem der Cheftrainer Jos Luhukay am 5. Oktober 2008 freigestellt worden war, übernahmen Eberl sowie Steffen Korell die Verantwortung über die Findung eines neuen Trainers; der Sportdirektor Christian Ziege trainierte als Interimstrainer die Profimannschaft.

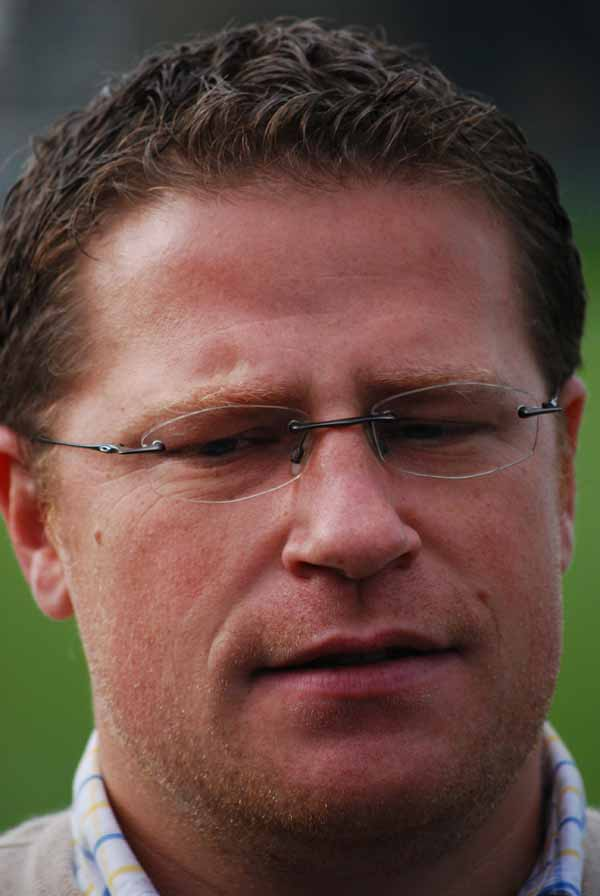
Max Eberl (2008)

Mit dem Amtsantritt von Borussias und Eberls ehemaligem Übungsleiter Hans Meyer als Cheftrainer übernahm Max Eberl am 19. Oktober 2008 den Posten des Sportdirektors von Christian Ziege, der Co-Trainer unter Meyer wurde. Am 24. Juni 2010 rückte er als Geschäftsführer Sport in die Geschäftsführung der Borussia Mönchengladbach GmbH auf.
Nach dem Rücktritt von Hans Meyer verpflichtete er zur Saison 2009/10 Michael Frontzeck, an dem er trotz Abstiegssorgen 2011 lange festhielt. Nach zwei aufeinanderfolgenden Niederlagen gegen direkte Konkurrenten (2:3 gegen den VfB Stuttgart am 21. und 1:3 beim FC St. Pauli am 22. Spieltag) erfolgte die Beurlaubung Frontzecks. Einen Tag später wurde Lucien Favre als neuer Trainer verpflichtet. Damit wurde eine Aufholjagd eingeleitet, an deren Ende mit 36 Punkten der Relegationsplatz stand. Dort setzte sich Borussia Mönchengladbach gegen den VfL Bochum durch.
Es folgte eine sehr erfolgreiche Ära der Borussia unter Trainer Lucien Favre, in der man sich zweimal für die  Europa League sowie 2015 erstmals für die Gruppenphase der Champions League qualifizierte. Trotzdem trat Favre am 20. September 2015 nach sechs aufeinanderfolgenden Pflichtspielniederlagen zum Saisonstart gegen den Willen von Eberl und der restlichen Vereinsführung zurück.
Max Eberl beförderte André Schubert, den Trainer der U-23, zum Interimstrainer, der die Saison mit der erneuten Qualifikation für die Champions League noch sehr erfolgreich abschließen konnte. Trotz dieses Erfolges und seiner Festanstellung als Cheftrainer schon im Winter gelang Schubert kein guter Start in die Folgesaison, so dass Eberl ihn kurz vor Weihnachten 2016 entließ.
Als Nachfolger wurde Dieter Hecking verpflichtet, der die Saison auf Platz neun beendete. Auch nach der nächsten Spielzeit stand die Borussia auf diesem Platz. Die Saison 18/19 gestaltete sich dann erfolgreicher und wurde letztlich auf Platz fünf mit der Qualifikation zur Europa League beendet. Obwohl sich dieser Erfolg abzeichnete, teilte Max Eberl Anfang April 2019 Hecking und der Öffentlichkeit mit, dass die Zusammenarbeit nicht über das Ende der Saison hinweg fortgesetzt würde. Er wurde im Folgejahr durch Marco Rose ersetzt.
Der Ansatz, einen erfolgreichen Trainer durch einen anderen zu ersetzen, von dem man sich noch mehr versprach, wurde in der Öffentlichkeit kontrovers diskutiert. Letztendlich behielt Eberl mit seiner Entscheidung Recht, denn Marco Rose beendete seine Premierensaison mit dem vierten Platz und damit der erneuten Qualifikation zur Champions League.
Die Zeit unter Max Eberl gilt als die erfolgreichste Phase der Borussia seit den Titeln der 1970er-Jahre. Insbesondere seit der Verpflichtung Favres beendete der Verein jede Saison auf einem einstelligen Tabellenplatz, was in dieser Zeit sonst nur dem FC Bayern München und Borussia Dortmund gelang. Außerdem erreichte man in diesen neun Jahren je dreimal die Europa League und die Champions League.
In Eberls Amtszeit fallen mit Dante, Marco Reus, Granit Xhaka, Christoph Kramer, Max Kruse, Lars Stindl, Matthias Ginter und etlichen weiteren viele namhafte Transfers, die durch eine Reihe von erfolgreichen Spielern aus der eigenen Jugend wie Tony Jantschke, Marc-André ter Stegen, Patrick Herrmann und Julian Korb flankiert wurden.
Max Eberls laufender Vertrag wurde im Dezember 2020 bis zum 30. Juni 2026 verlängert. Ende Januar 2022 trat er aufgrund eines Burn-out als Geschäftsführer Sport zurück. Eberl wurde daraufhin freigestellt, ehe man sich im September 2022 auf eine Vertragsauflösung einigte.

### RasenBallsport Leipzig
Am 1. Dezember 2022 wurde Eberl Geschäftsführer Sport von RasenBallsport Leipzig. Dort traf er auf den Cheftrainer Marco Rose, den er 2019 bei Borussia Mönchengladbach verpflichtet hatte. Am Saisonende gewannen die Leipziger zum zweiten Mal in Folge den DFB-Pokal und zu Beginn der Saison 2023/24, erstmalig den DFL-Supercup. Ende September 2023 wurde Eberl wieder freigestellt. Der Verein begründete dies mit mangelndem Bekenntnis zu Leipzig unabhängig von sportlichen Ergebnissen. Zuvor war Eberl Fragen bezüglich eines Wechsels zum FC Bayern München intern und extern stets ohne klare Antwort ausgewichen.

### FC Bayern München
Am 1. März 2024 wurde Eberl Sportvorstand des FC Bayern München. Er trat die Nachfolge von Hasan Salihamidžić an, von dem sich der Verein bereits im Mai 2023 getrennt hatte.
Gleich zu Beginn seiner Zeit bei den Bayern war es unter anderem Eberls Aufgabe, die Trainerposition neu zu besetzen. Die lange Suche nach einem neuen Trainer wurde von der Presse zunehmend kritisch verfolgt. Dass Eberl schließlich den damals noch verhältnismäßig unerfahrenen Vincent Kompany verpflichtete, wird rückblickend als gute Entscheidung bewertet.
Der FC Bayern verpflichtet in Eberls erstem Transfersommer 2024 unter anderem Michael Olise, João Palinha und Hiroki Ito.

## Privates
Max Eberl war 21 Jahre verheiratet und anschließend mit der ehemaligen Team-Managerin von Borussia Mönchengladbach Sedrina Schaller liiert. Im Oktober 2022 wurde die Trennung bekannt. Im Jahr 2023 ging er mit Natascha Fruscella, Moderatorin beim Teleshoppingsender HSE, eine Beziehung ein. Im Spätsommer 2024 heirateten sie. Eberl und Fruscella waren bereits im Alter von 14 Jahren schon einmal ein Paar.

## Erfolge
Als Spieler
- Deutscher B-Juniorenmeister: 1989 (mit dem FC Bayern München)
- Aufstieg in die Bundesliga: 1994, 1996 (mit dem VfL Bochum); 2001 (mit Borussia Mönchengladbach)

Als Fußballfunktionär
- Manager des Jahres in der Bundesliga-Saison 2014/15 (Auszeichnung des Magazins 11 Freunde als Sportdirektor bei Borussia Mönchengladbach)[17]
- Manager des Jahres in der Bundesliga-Saison 2019/20 (Auszeichnung des Magazins 11 Freunde als Sportdirektor bei Borussia Mönchengladbach)[18]

## Sonstiges
Max Eberl hat sein Abitur und eine Weiterbildung zum Sportfachwirt erfolgreich abgeschlossen.
Vom DFB-Sportgericht wurde Eberl wegen eines unsportlichen Verhaltens am 5. Juni 2020 mit einem Innenraumverbot für ein Bundesligaspiel belegt. Da Eberl dem Urteil zustimmte, wurde es unmittelbar rechtskräftig. Er ist historisch damit der erste Funktionär der Bundesligageschichte, der eine Rote Karte bekam. Die zugrundeliegende Regel-Änderung war im Sommer 2019
eingeführt worden.